# Jiří Zíma
Jiří Zíma (27. února 1930 – 5. listopadu 2014) byl československý hokejový útočník. Za Litvínov hrál v lize i jeho bratr Zdeněk Zíma a synovec Zdeněk Zíma mladší.

## Hokejová kariéra
V československé lize hrál za CHZ Litvínov. Odehrál 3 ligové sezóny, nastoupil v 66 ligových utkáních, dal 11 ligových gólů a měl 13 asistencí. Dal historicky první gól Litvínova v hokejové lize.

## Klubové statistiky
| Sezona    | Klub               | Soutěž  | Základní část | Základní část | Základní část | Základní část | Základní část |
| Sezona    | Klub               | Soutěž  | Z             | G             | A             | B             | TM            |
| --------- | ------------------ | ------- | ------------- | ------------- | ------------- | ------------- | ------------- |
| 1955/1956 | Jiskra SZ Litvínov | 3. liga | -             | 7             | -             | -             | -             |
| 1956/1957 | Jiskra SZ Litvínov | 2. liga | -             | 4             | -             | -             | -             |
| 1957/1958 | Jiskra SZ Litvínov | 2. liga | -             | 4             | -             | -             | -             |
| 1958/1959 | Jiskra SZ Litvínov | 2. liga | -             | 8             | -             | -             | -             |
| 1959/1960 | Jiskra SZ Litvínov | 1. liga | 22            | 4             | 5             | 9             | -             |
| 1960/1961 | Jiskra SZ Litvínov | 1. liga | 27            | 5             | 4             | 9             | -             |
| 1961/1962 | Jiskra SZ Litvínov | 1. liga | 17            | 2             | 4             | 6             | -             |